# Luiz Antonio Sacconi
Luiz Antonio Sacconi é um gramático, lexicógrafo e escritor brasileiro, professor de Língua Portuguesa pela Universidade de São Paulo (USP).
Sacconi procura trabalhar em suas obras a interdisciplinaridade e os termos atuais que permanecerão no léxico.
Na década de 1980 lançou a revista Gafite, na qual ensinava português a partir de erros ou transgressões da norma culta, encontrados nos principais jornais e revistas do país. Gafite foi uma obra de cinco volumes.

## Críticas
Luiz Antonio Sacconi é um autor polêmico; sua produção é alvo de críticas positivas e negativas. Em 2010, a decisão de incluir em seu dicionário o termo petralha, neologismo de uso generalizado, causou as mais diversas reações.
Anos antes, em 2004, em análise detalhada dos minidicionários escolares publicados no Brasil, o de Sacconi foi aprovado, com ressalvas, pelo ministério da educação brasileiro. Os avaliadores apontaram alguns senões pontuais, além do fato de o autor registrar aportuguesamentos questionáveis, como píteça para pizza. Ressalte-se que os portugueses registram esse italianismo desta forma: piza. Por outro lado, Delfim Netto, num artigo no jornal Valor Econômico, referiu-se ao Grande Dicionário Sacconi como "o sofisticado Sacconi." Sua gramática está na 33.ª edição e continua sendo uma das mais adotadas e indicadas para concursos de quaisquer naturezas (v. Diário Oficial da União do dia 10/01/2018). O livro "Não erre mais!", cuja primeira edição saiu em 1973, sendo o pioneiro no gênero, continua servindo de referência a estudantes e estudiosos da língua portuguesa.
De acordo com a Associação Brasileira dos Autores de Livros Didáticos, a Abrale, Sacconi é um dos autores mais plagiados do país.

## Publicações

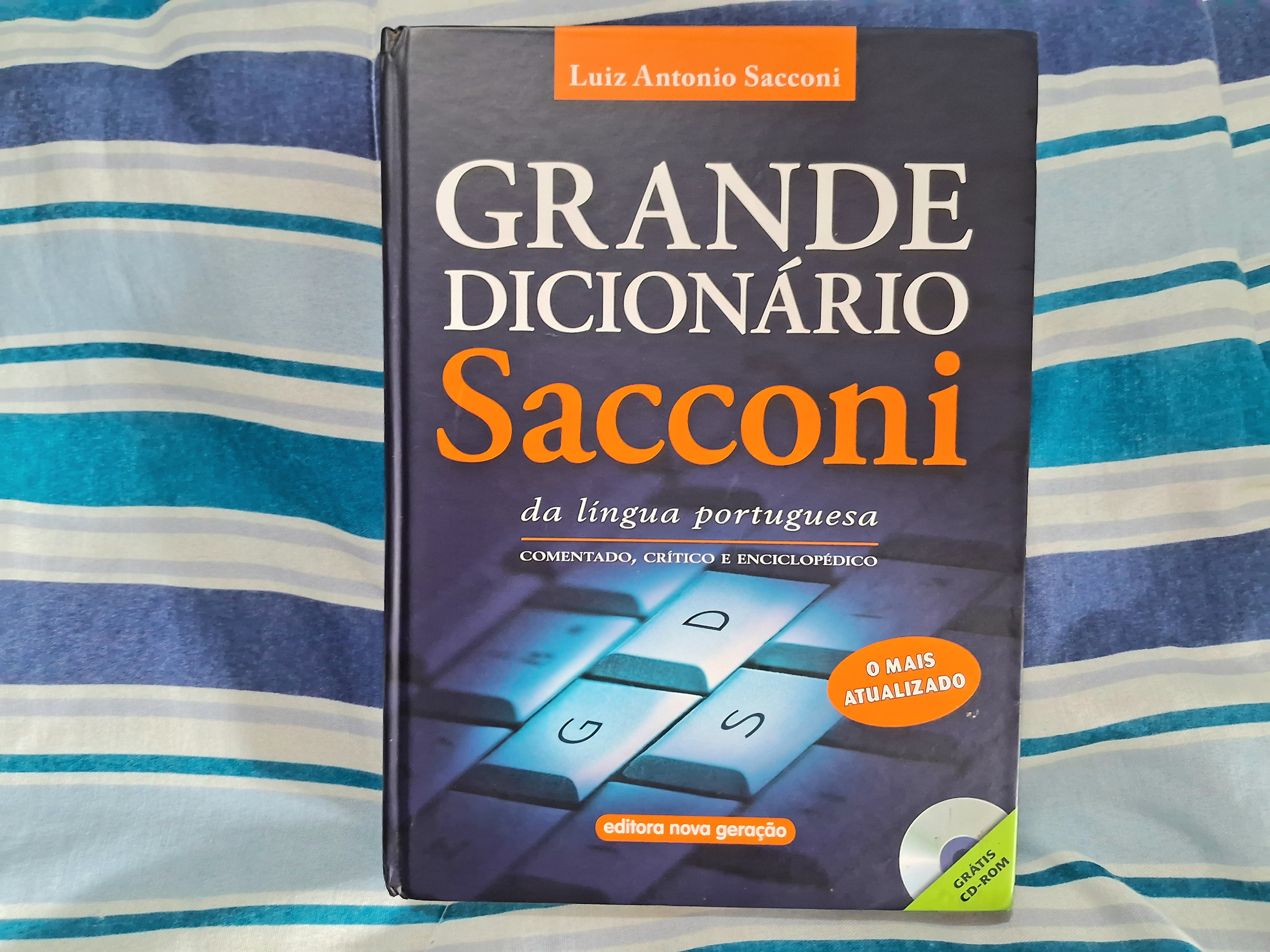
Grande Dicionário Sacconi da Língua Portuguesa, de 2010, uma das obras de Luiz Antonio Sacconi

Sacconi é autor de mais de 80 livros na área de língua portuguesa e gramática. Dentre eles destacam-se os seguintes títulos:
- Nossa Gramática Completa (32.ª edição)
- Novíssima Gramática Ilustrada (25.ª edição)
- Não erre mais! (33.ª edição)
- Míni Sacconi (12.ª edição)
- Grande Dicionário Sacconi da Língua Portuguesa (3.ª edição)[8][9]
- Corrija-se! de A a Z (2.ª edição)
- Gramática para todos os cursos e concursos (5.ª edição)
- Português mais fácil - minigramática Sacconi (2.ª edição)
- "Gramática básica" (2.ª edição)
- Guia Ortográfico e Ortofônico (esgotado)[10]